# TvZ
TvZ is een vakblad voor verpleegkundigen. De ondertitel luidt tegenwoordig Verpleegkunde in praktijk en wetenschap. De afkorting TvZ staat voor Tijdschrift voor Ziekenverpleging, maar deze benaming wordt niet meer gebruikt, hoewel de naam TvZ is gebleven.

## Geschiedenis
Het eerste nummer van TvZ verscheen op 15 september 1890. Daarmee was het het eerste vakblad voor (toen nog) verpleegsters ter wereld en is het een van de oudste vakbladen van Nederland. Het blad heette Maandblad voor Ziekenverpleging, later Tijdschrift voor Ziekenverpleging. Het maandblad was een idee van Anna Reynvaan en Jeltje de Bosch Kemper. Hun doel was alle verpleegsters en verplegers met elkaar te verbinden. Al snel startten protestantse en katholieke verpleegsters een eigen vakblad. In de jaren 80 en 90 van de 20e eeuw kwamen er ook andere bladen op de markt, zoals Verpleegkunde nieuws en Nursing. Naast die bladen beleeft TvZ een blad dat zich onderscheidde door meer over onderzoek en wetenschap te schrijven.
Aanvankelijk schreven voornamelijk artsen het blad, tegenwoordig zijn dat vrijwel uitsluitend verpleegkundigen, verpleegkundig onderzoekers, verplegingswetenschappers en verpleegkundig journalisten. In de loop van de tijd is het blad ondergebracht bij verschillende uitgeverijen. Sinds 2015 wordt het uitgegeven door Springer Science+Business Media. Hoofdredacteur is Marian Adriaansen.
TvZ ging in 2017 samen met het blad Evidence Based Practice (EBP).

## Anna Reynvaan Lezing
Sinds 2018 is TvZ een van de organisatoren van de jaarlijkse Anna Reynvaan Lezing als opvolger van het blad Bijzijn dat is opgegaan in Nursing.